# Stylodesmus
Stylodesmus är ett släkte av mångfotingar. Stylodesmus ingår i familjen fingerdubbelfotingar.
Kladogram enligt Catalogue of Life:
| Stylodesmus | \| \| Stylodesmus horridus \| \| \| \| \| \| Stylodesmus sanantoni \| \| \| \| |
|             | \| \| Stylodesmus horridus \| \| \| \| \| \| Stylodesmus sanantoni \| \| \| \| |
|             | Stylodesmus horridus                                                           |
|             |                                                                                |
|             | Stylodesmus sanantoni                                                          |
|             |                                                                                |